# قویوبولاغ
قویوبولاغ (به لاتین: Kuyubulak) یک منطقه مسکونی در جمهوری آذربایجان است که در شهرستان شابران واقع شده است.